# Ellen Sandweiss
Ellen Sandweiss (Detroit, Míchigan, 30 de diciembre de 1958; Detroit, Míchigan) es una actriz estadounidense.

## Biografía
Ellen Sandweiss obtuvo su primer papel en un cortometraje de 1978 titulado Within the Woods, dirigido por Sam Raimi. En dicho cortometraje trabajó junto al actor Bruce Campbell. Ese mismo año actuó en otro cortometraje, Shemp Eats the Moon, de nuevo junto a Bruce Campbell y Sam Raimi. En 1981 trabajó en la película The Evil Dead, junto a Bruce Campbell, Richard DeManincor, Betsy Baker y Theresa Tilly.
La película se convirtió en un clásico de culto y en una de las más recordadas dentro del género de terror de clase B. Luego pasó varios años sin actuar y en 2005, regresó al cine con la película Satan's Playground. En 2007 actuó en la película The Dread, y en ese mismo año se reunió con Bruce Campbell para trabajar en la película My name is Bruce. También en 2007 tuvo un papel en Brutal Massacre: A Comedy, junto a Betsy Baker y Theresa Tilly. 
En 2009 Sandweiss, Baker y Tilly volvieron a actuar juntas en la serie Dangerous Women. En el mismo año también apareció en las películas The Rain y The Ocean.
En 2016 participa en la serie Ash vs The Evil Dead, en el mismo papel de Cheryl, la hermana de Ash (Bruce Campbell) en el episodio 6 de la segunda temporada.

## Filmografía
| Año  | Título                    | Papel           | Notas              |
| ---- | ------------------------- | --------------- | ------------------ |
| 1978 | Within the Woods          | Ellen           | cortometraje       |
| 1978 | Shemp Eats the Moon       | The Snake       | cortometraje       |
| 1981 | The Evil Dead             | Cheryl          | protagonista       |
| 2006 | Satan's Playground        | Paula           | -                  |
| 2007 | The Dread                 | Diane           | -                  |
| 2007 | My Name is Bruce          | Cheryl          | papel secundario   |
| 2007 | Brutal Massacre: A Comedy | Natalie Vasquez | -                  |
| 2009 | Dangerous Women           | Cheryl          | 6 episodios        |
| 2009 | Dark Fields               | Mandy           | -                  |
| 2013 | Oz the Great and Powerful | Quadling Woman  | Cameo              |
| 2013 | Evil Dead                 | Cheryl          | Voz                |
| 2016 | Ash vs The Evil Dead      | Cheryl          | Season 2 Episode 6 |